# Cicurina cicur
Espèce
Synonymes
- Aranea cicurea Fabricius, 1793

Cicurina cicur est une espèce d'araignées aranéomorphes de la famille des Cicurinidae.

## Distribution
Cette espèce se rencontre en Europe, en Turquie et en Asie centrale.

## Description

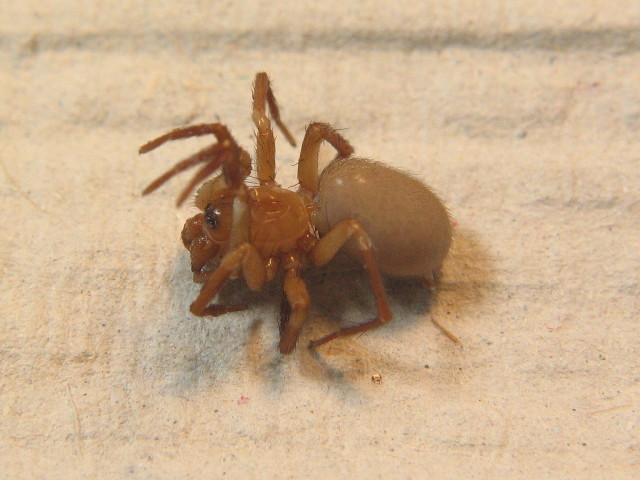
Cicurina cicur

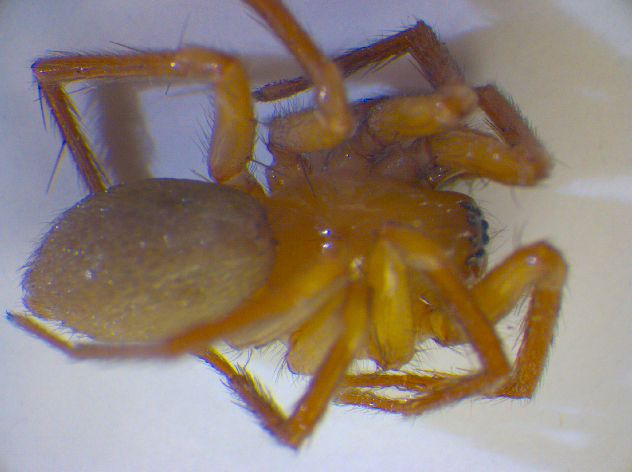
Cicurina cicur

Les mâles mesurent de 5 à 7 mm et les femelles de 5 à 7 mm.

## Systématique et taxinomie
Cette espèce a été décrite sous le protonyme Aranea cicurea par Fabricius en 1793. Elle est placée dans le genre Drassus par Hahn en 1833, dans le genre Tegenaria par C. L. Koch en 1840, dans le genre Philoica par C. L. Koch en 1850 puis dans le genre Cicurina par Menge en 1871.

## Publication originale
- Fabricius, 1793 : Entomologiae systematica emendata et aucta, secundum classes, ordines, genera, species adjectis synonimis, locis, observationibus, descriptionibus. Hafniae, vol. 2, p. 407-428.